# Raffles Place

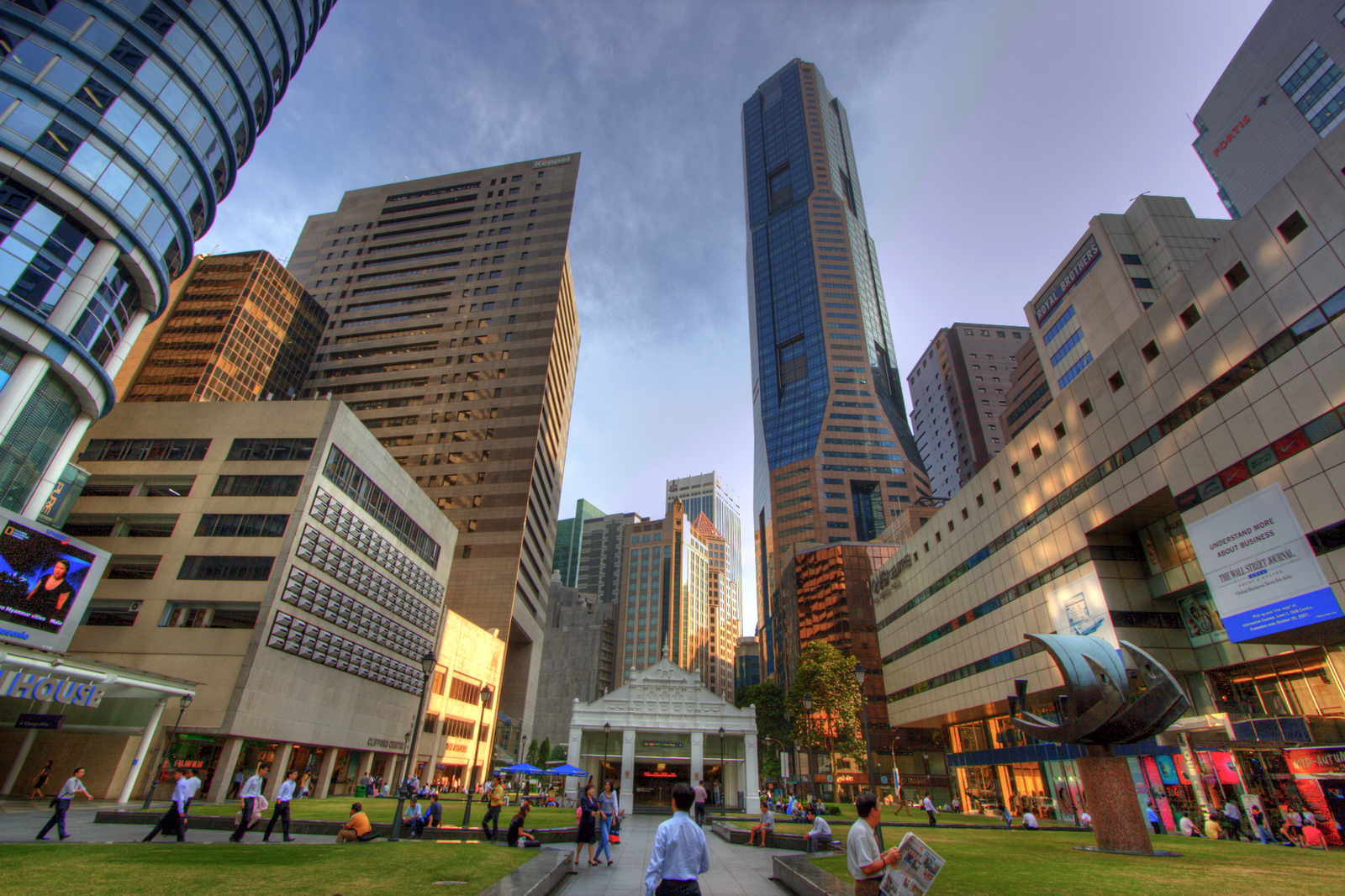
Raffles Place.

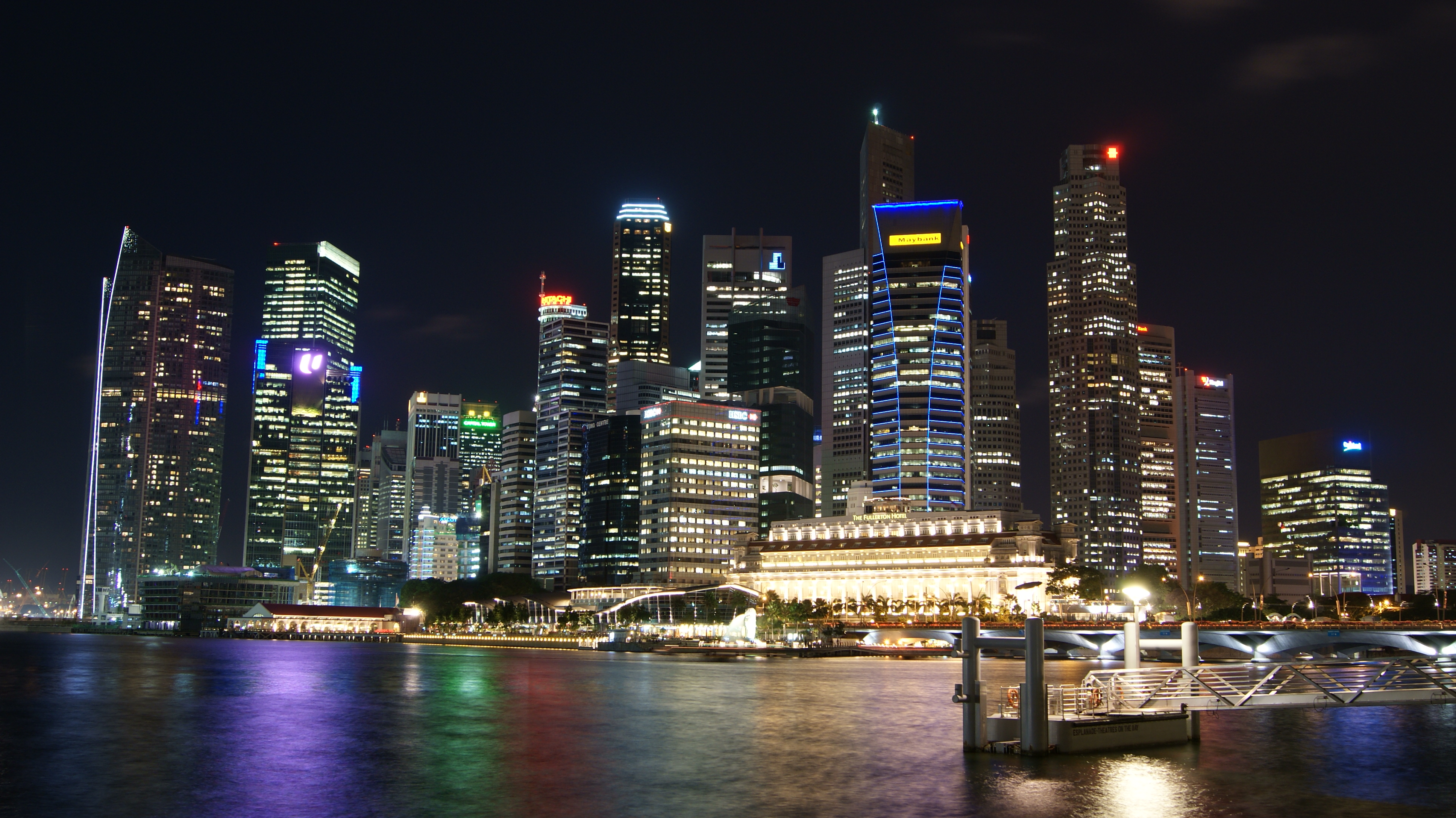
La zona de Raffles Place vista desde el sur.

Raffles Place es una plaza situada al sur de la desembocadura del río Singapur, que constituye el centro neurálgico del distrito financiero de Singapur. Planificada y construida inicialmente en la década de 1820 según el Plan Raffles con el nombre de Commercial Square para servir como el centro de la zona comercial de Singapur, fue renombrada Raffles Place en 1858 y actualmente alberga las sedes de varios bancos e instituciones financieras. Está situada en el Downtown Core, dentro de la Zona Central de Singapur, y contiene varios de los edificios más altos de la ciudad.

## Historia

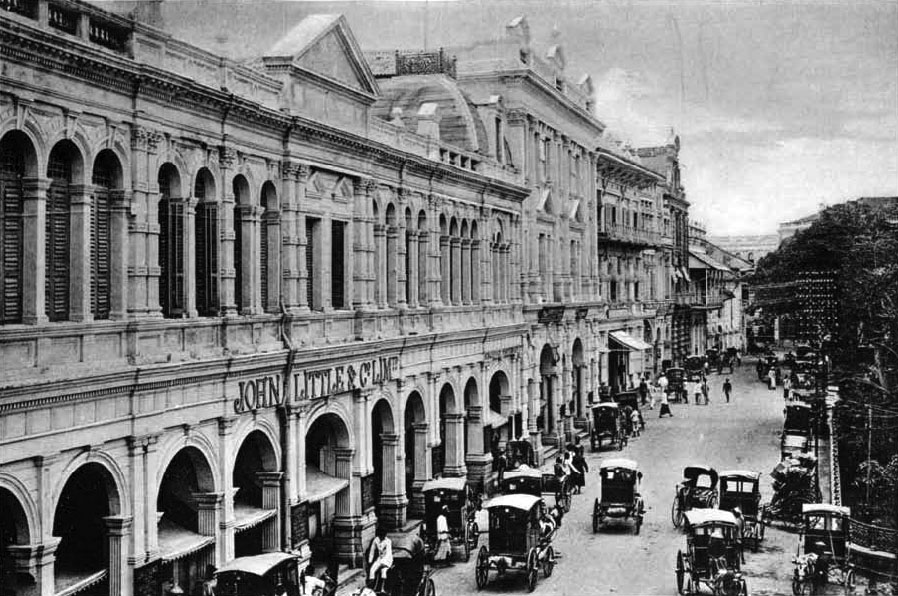
Raffles Place en torno a 1900; a la izquierda, en primer plano, los grandes almacenes John Little's.

Raffles Place en torno a 1910.

### Inicios
El fundador del Singapur moderno, Sir Stamford Raffles, pretendía que Singapur se convirtiera en un «gran emporio comercial». Como parte de su plan, en 1822 dio instrucciones para que se creara una zona comercial al suroeste del río Singapur. El teniente R. N. Philip Jackson, ingeniero de guarnición, fue el encargado de elaborar un plano de la ciudad siguiendo las instrucciones de Raffles. Esta zona comercial giraba alrededor de una plaza llamada Commercial Square, y fue urbanizada entre 1823 y 1824.
Originalmente había una pequeña colina en la zona situada entre la Commercial Square y Battery Road. Bajo la supervisión de Raffles, esta colina fue nivelada y su tierra se usó posteriormente para ganar terrenos al mar en la pantanosa orilla sur del río Singapur, formando así las zonas de Boat Quay y Circular Road. La Commercial Square se creó como un espacio abierto de 200 yardas (183 m) de longitud y 50 yardas (46 m) de anchura, con un pequeño jardín en el centro. Los terrenos que rodeaban la plaza fueron vendidos en lotes mediante subasta a precios entre 1200 y 1500 dólares cada uno. Pronto se establecieron en la zona comercios y se construyeron edificios de entre dos y cuatro plantas alrededor de la plaza, que albergaban oficinas mercantiles, bancos y empresas financieras.
El 8 de marzo de 1858, la Commercial Square fue renombrada Raffles Place en honor a Raffles. En el lado sur de la plaza había muchos almacenes con espigones donde las mercancías podían ser cargadas y descargadas directamente desde los barcos, ya que entonces se encontraba junto al mar. Entre 1858 y 1864, se ganaron al mar los terrenos en el lado sur de Raffles Place, desde el muelle Johnston hasta el mercado de Telok Ayer. Estas tierras se convirtieron en la zona de Collyer Quay, que debe su nombre al ingeniero jefe George Collyer, que inició su construcción. Esta expansión proporcionó una zona más grande para el comercio y atrajo más negocios, como tiendas minoristas y bancos.

### Comercio

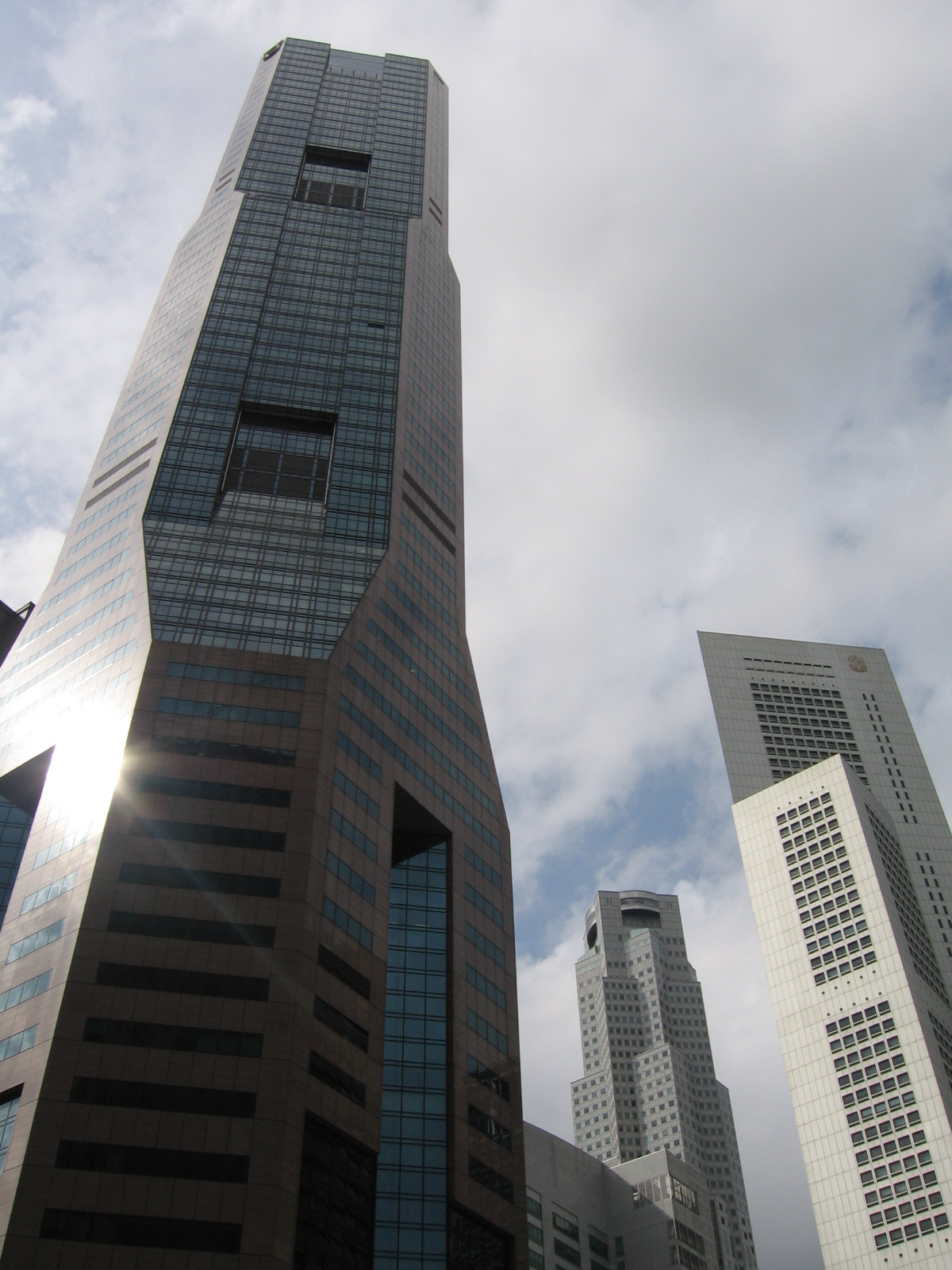
Tres de los edificios más altos de Singapur, situados en Raffles Place; de izquierda a derecha: Republic Plaza, UOB Plaza One y One Raffles Place.

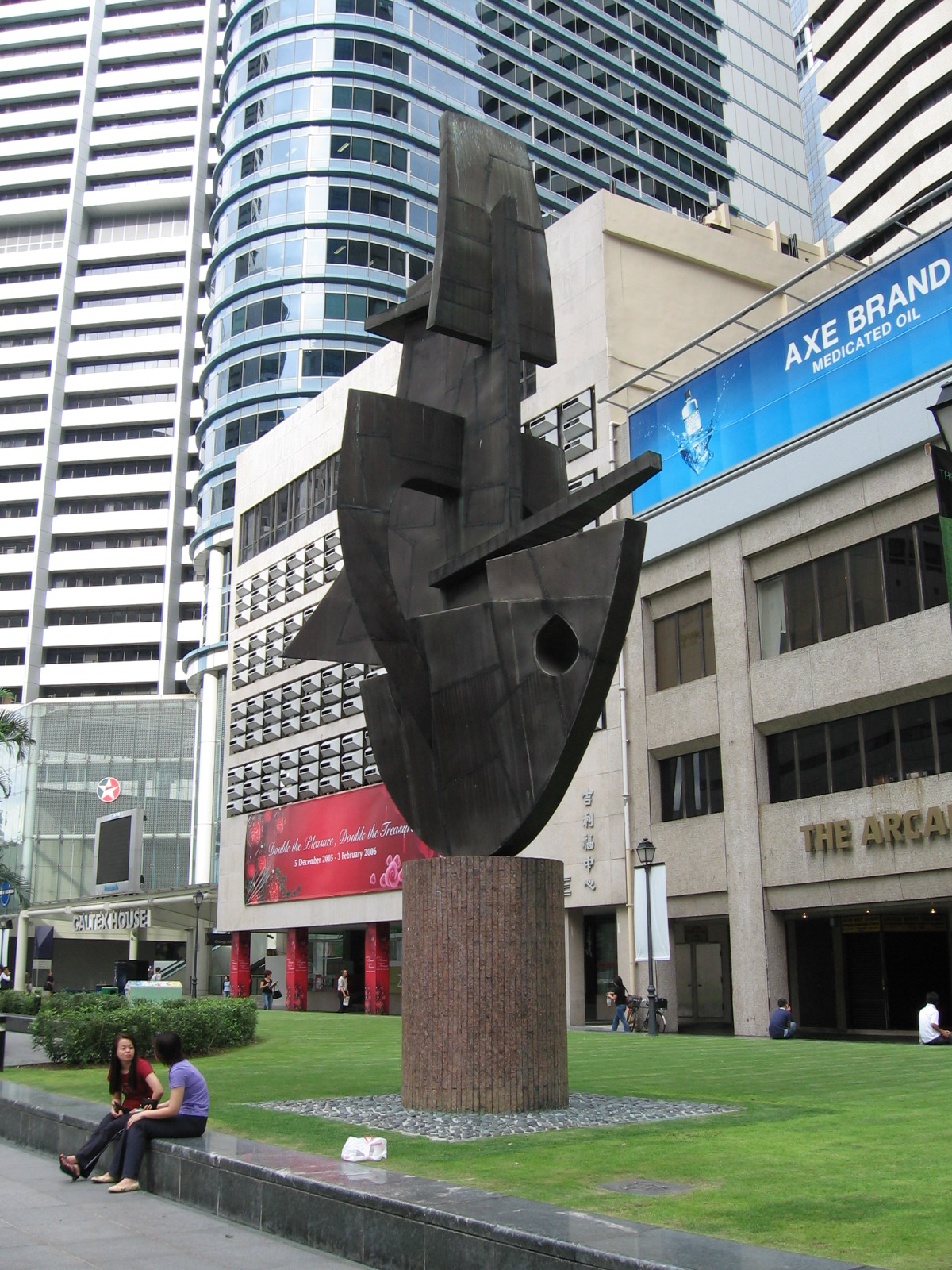
Raffles Place, el corazón financiero de Singapur, en la actualidad.

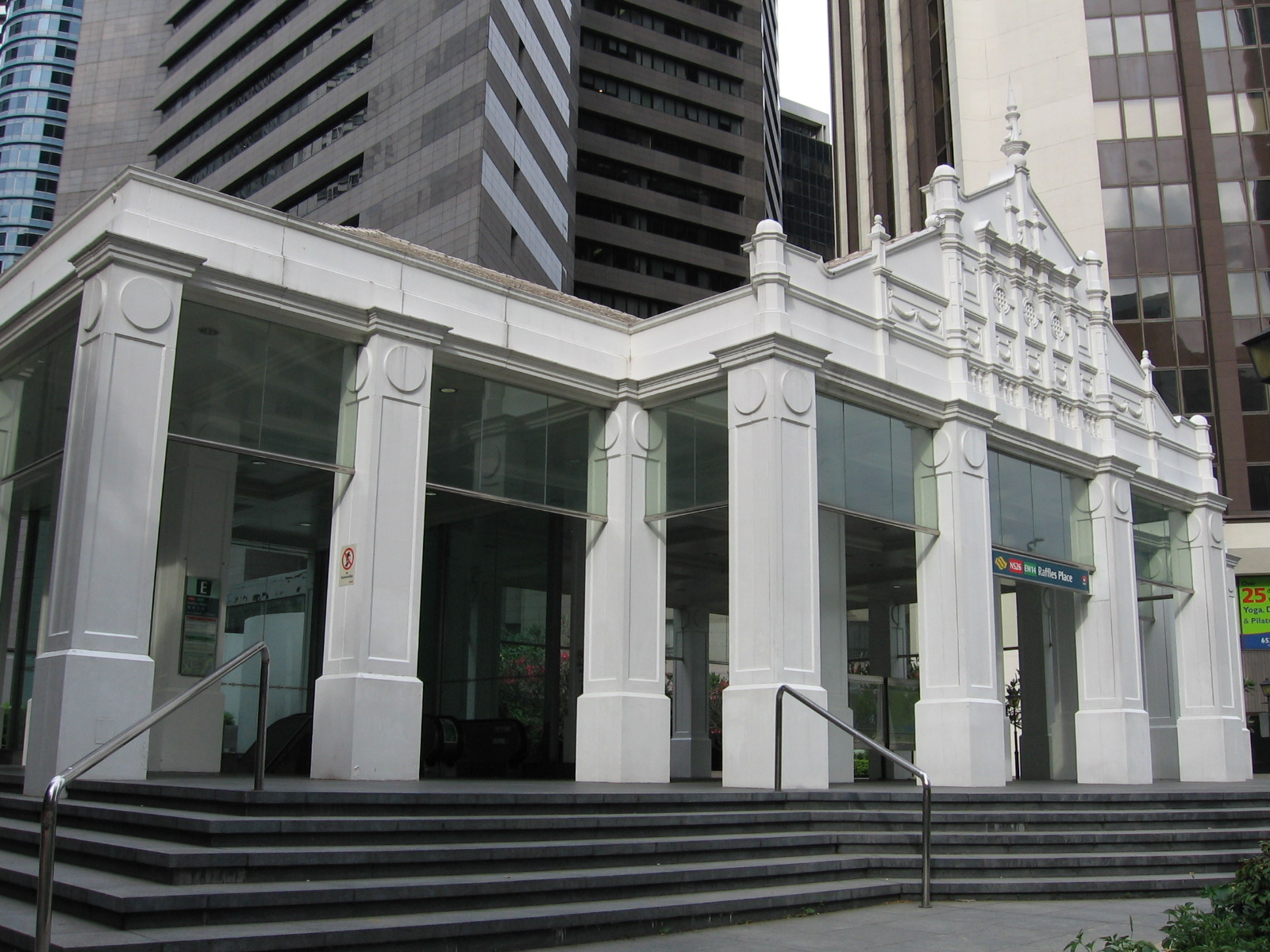
La entrada a la estación Raffles Place del Metro de Singapur.

En el siglo xix se instalaron en la zona importantes tiendas minoristas. Los grandes almacenes más antiguos de Singapur, John Little's, fueron fundados el 30 de agosto de 1842 en la Commercial Square. Robinson's, otro de los primeros grandes almacenes de la ciudad, fue fundado originalmente en Raffles Place en 1858 como un «almacén familiar». Posteriormente, Robinson's se trasladó a otros lugares antes de volver a Raffles Place en 1891. Whiteaway Laidlaw fue fundado inicialmente en D'Almeida Street en 1900 antes de trasladarse a la Stamford House, y posteriormente a Battery Road en 1910. En 1909 se construyó la Alkaff Arcade, la primera galería comercial cubierta de Singapur, que se extendía desde la línea de costa del Collyer Quay hasta Raffles Place. En 1966 abrió sus puertas una tienda china, el Oriental Emporium, frente a Robinson's.
Los primeros bancos que funcionaron en la Commercial Square fueron el Oriental Bank, el Chartered Mercantile Bank of India, London and China (posteriormente absorbido por el HSBC), el Chartered Bank of India, Australia and China (que posteriormente se convirtió en Standard Chartered), y la Asiatic Banking Corporation. A principios del siglo xx, la industria bancaria de Singapur despegó. Entraron en escena bancos locales, que competían contra los bancos más grandes con menores tasas de interés y una mayor afinidad cultural con sus clientes. A partir de la década de 1950, la industria bancaria de Singapur entró en una nueva liga, con el establecimiento del Bank of America en 1955 en el 31 de Raffles Place, y del Bank of China en la adyacente Battery Road.
Durante la Segunda Guerra Mundial, Raffles Place fue uno de los lugares alcanzados por las bombas cuando diecisiete bombarderos japoneses llevaron a cabo el primer ataque aéreo contra Singapur el 8 de diciembre de 1941, durante la campaña de Malasia. La ocupación japonesa de Singapur detuvo temporalmente el desarrollo comercial casi continuo de Raffles Place.

### Importancia financiera
En las décadas de 1960 y 1970, los comercios empezaron a trasladarse de la zona de Raffles Place a lugares como High Street, North Bridge Road y Orchard Road, y fueron sustituidos por empresas financieras y bancos. El edificio de los grandes almacenes Whiteaway Laidlaw en Battery Road fue adquirido por el Malayan Bank en 1962 y demolido para permitir la construcción de la Maybank Tower en 1998. Robinson's se trasladó a Orchard Road después de que su edificio fuera destruido en 1972 en uno de los peores incendios de la historia de Singapur, y su vecino, el Overseas Union Bank, se expandió ocupando la parcela con la construcción de una nueva torre en 1986. El edificio de John Little's fue vendido en 1973 y demolido.
En 1965 se construyó el primer aparcamiento subterráneo de automóviles de Singapur bajo Raffles Place. En la década de 1980 fue sustituido por la estación Raffles Place del Metro de Singapur, que fue inaugurada en diciembre de 1987. La entrada de la estación incorpora elementos de la fachada de 1911 del antiguo edificio de John Little's.
En la actualidad Raffles Place está dominada por rascacielos, varios de los cuales están entre los edificios más altos de Singapur, que contienen oficinas de importantes bancos. En 1974 se completó la United Overseas Bank Tower en la antigua parcela del Bonham Building; en la década de 1990 fue renovada y ampliada, transformándose en UOB Plaza. Otras torres, como la Singapore Land Tower, el Clifford Centre, el Ocean Building, el OUB Centre y Republic Plaza, también han sustituido a los edificios antiguos. Hasta la construcción del Tanjong Pagar Centre en 2016, los tres edificios más altos de Singapur estaban situados en Raffles Place.

## Edificios de interés
En Raffles Place se encuentran varios edificios notables, como UOB Plaza, One Raffles Place, Republic Plaza, Singapore Land Tower y OCBC Centre. Cerca se encuentran el Fullerton Hotel Singapore, un hotel histórico situado en el antiguo edificio de la Oficina Postal, el famoso icono turístico Merlión, y el ultramoderno Esplanade Theatre. También se encuentra en sus alrededores la bolsa de valores de la ciudad-estado, la Bolsa de Singapur. Al norte, al otro lado del río, hay varios edificios administrativos importantes, como el Parlamento, el Tribunal Supremo y el Ayuntamiento, pero no forman parte de Raffles Place. El templo teochew más antiguo, el Templo Yueh Hai Ching, construido en 1826, también se encuentra cerca de Raffles Place.

## Transporte
La estación Raffles Place del Metro de Singapur se encuentra justo debajo del centro de Raffles Place, y es uno de los principales nodos del sistema de transporte público de Singapur. También pasan por Raffles Place varias líneas de autobús.